# Vila Verde
Vila Verde là một huyện thuộc tỉnh Braga, Bồ Đào Nha. Huyện này có diện tích 229 km², dân số thời điểm năm 2001 là 46579 người.